# أديسون غاردينر
أديسون غاردينر (بالإنجليزية: Addison Gardiner)‏ هو محامي وقاضي أمريكي، ولد في 19 مارس 1797 في مقاطعة شيشاير في الولايات المتحدة، وتوفي في 5 يونيو 1883 في روتشستر في الولايات المتحدة.